# Molina (családnév)
A Molina spanyol, portugál, olasz, valamint Afrika területén is előforduló családnév. A középkori Kasztíliai Királyságból eredő foglalkozásnév, mely a molino (malom) szóból származik, ami a latin mola, malomkő szóból származik: az ott élők közül azok vezetéknevévé vált a késő középkortól kezdődően, akik malmok vezetői, dolgozói, vagy akik malomtulajdonosok voltak.

## Híres Molina nevű személyek
- Antonio Muñoz Molina spanyol regényíró
- Otto Pérez Molina guatemalai politikus, korábbi elnök

## Fordítás
Ez a szócikk részben vagy egészben  a   Molina (surname) című angol Wikipédia-szócikk ezen változatának fordításán alapul.  Az eredeti cikk szerkesztőit annak laptörténete sorolja fel. Ez a jelzés csupán a megfogalmazás eredetét és a szerzői jogokat jelzi, nem szolgál a cikkben szereplő információk forrásmegjelöléseként.